# Creu de terme la Creueta (Argençola)
La Creu de terme la Creueta era una creu de terme d'Argençola (Anoia) situada a peu de la carretera d'Argençola a Clariana, en un petit cingle elevat, de la que sols queden alguns elements de la base. A l'entrada de la Masia Serrats, pròxima a l'indret original de la creu, hi ha altres parts de la creu.